# Shade Gap
Shade Gap és una població dels Estats Units a l'estat de Pennsilvània. Segons el cens del 2000 tenia 97 habitants.

## Demografia
Segons el cens del 2000, Shade Gap tenia 97 habitants, 38 habitatges, i 25 famílies. La densitat de població era de 749 habitants/km².
Dels 38 habitatges en un 31,6% hi vivien nens de menys de 18 anys, en un 52,6% hi vivien parelles casades, en un 10,5% dones solteres, i en un 34,2% no eren unitats familiars. En el 28,9% dels habitatges hi vivien persones soles el 18,4% de les quals corresponia a persones de 65 anys o més que vivien soles. El nombre mitjà de persones vivint en cada habitatge era de 2,55 i el nombre mitjà de persones que vivien en cada família era de 3,08.
Per edats la població es repartia de la següent manera: un 25,8% tenia menys de 18 anys, un 5,2% entre 18 i 24, un 30,9% entre 25 i 44, un 19,6% de 45 a 60 i un 18,6% 65 anys o més.
L'edat mediana era de 36 anys. Per cada 100 dones de 18 o més anys hi havia 84,6 homes.
La renda mediana per habitatge era de 18.125$ i la renda mediana per família de 23.438$. Els homes tenien una renda mediana de 23.125$ mentre que les dones 15.000$. La renda per capita de la població era de 9.557$. Entorn del 13% de les famílies i el 19,5% de la població estaven per davall del llindar de pobresa.

## Poblacions més properes
El següent diagrama mostra les poblacions més properes.